# Neus Espresate i Xirau
Neus Espresate i Xirau (Canfranc, 5 de gener de 1934 – Ciudad de México, 21 de febrer de 2017) fou una editora mexicana d'origen català, filla de Tomàs Espresate i Pons.
En esclatar la guerra civil espanyola es va traslladar a Barcelona amb els seus pares. Va romandre a la ciutat fins que el 1946 va marxar exiliada a Mèxic, on els seus pares s'hi instal·laren el 1942. Es naturalitzà mexicana, va estudiar a l'Instituto Luis Vives a la ciutat de Mèxic i de jove va militar a les Joventuts Socialistes Unificades.
L'octubre de 1960 va ser cofundadora amb el seu pare, els seus germans i Vicente Rojo d'Ediciones Era, dedicada a la publicació d'autors d'esquerra com Octavio Paz, Carlos Fuentes, Rosa Luxemburg, Elena Poniatowska, José Emilio Pacheco, Roger Bartra, Antonio Gramsci o Leonora Carrington, així com d'autors exiliats com Max Aub, i que s'introduiren clandestinament a l'Espanya franquista. Inicialment fou gerent de l'editorial, i de 1974 a 1990 va dirigir els «quaderns polítics»
El 1999 va rebre el Premi Nacional Juan Pablos al Mèrit Editorial de la Fira Internacional del Llibre de Mèxic. El 2004 va rebre l'homenatge de la Federación de Gremios de Editores de España al Saló Internacional del Llibre. En 2011 fou nomenada doctora honoris causa per la Universitat Nacional Autònoma de Mèxic.